# Virtud epistémica

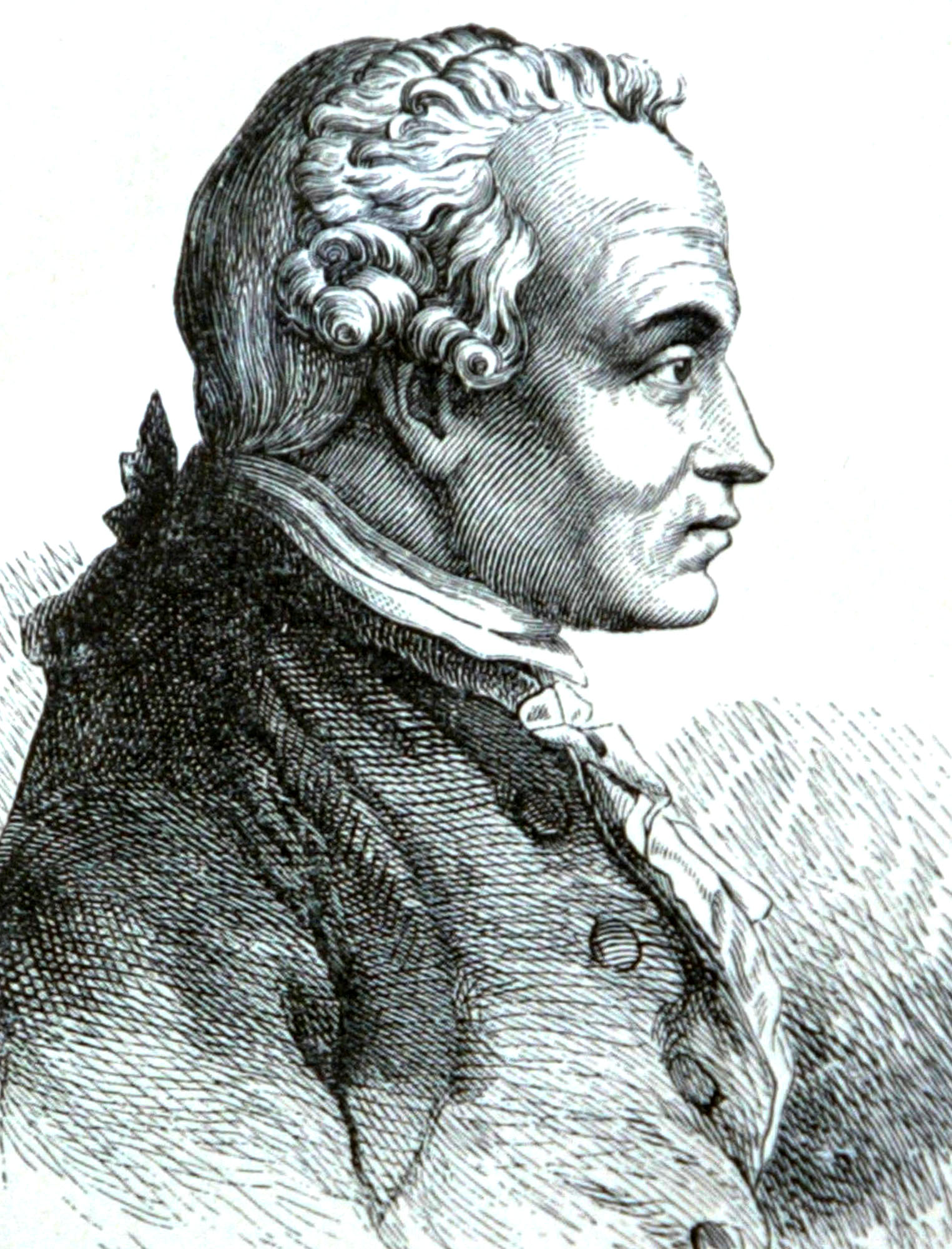
Imagen de Immanuel Kant.

Las virtudes epistémicas, tales como son identificadas por los "Epistemólogos virtuosos" (virtue epistemologists) reflejan la proposición que la creación u origen de las "creencia" o "ideología" es un proceso ético y, como tal, sujeto a las virtudes o vicios intelectuales que afectan nuestra propia vida y experiencias personales.
La epistemología es la rama de la filosofía que se relaciona con el problema de "cómo conocemos".
W. Jay Wood, basándose en su trabajo en la tradición  medieval, identificó algunas tales virtudes. La lista (parcial) que sigue corresponde en general con esa:
- atención
- circunspección
- capacidad de aprendizaje
- creatividad
- curiosidad (investigación)
- discernimiento
- discreción
- previsión
- honestidad intelectual
- humildad intelectual
- sensibilidad
- objetividad
- prudencia/sabiduría práctica
- dedicación
- tenacidad
- apego a la verdad
- comprensión
- sabiduría
- justificación intelectual (en inglés "warrant").

Note que en este contexto, "curiosidad" tiene el sentido moderno de "investigación", no el medieval de "atracción a cosas malas".
Esas virtudes pueden ser contrastadas con los siguientes "vicios epistémicos":
- obduración (mente cerrada)
- curiosidad [ver más abajo]
- deshonestidad intelectual
- dogmatismo
- ceguera epistémica
- arrogancia
- credulidad
- cortedad de alcance
- auto engaño
- superficialidad
- superstición
- inocencia explotatoria
- confusión de deseos con realidad.

Nótese que en este contexto, "curiosidad" tiene el sentido medieval de atracción a cosas enfermizas o malevolentes.